# Grus monacha
La grulla monje (Grus monacha) es una especie de ave gruiforme de la familia Gruidae propia de Asia oriental.

## Descripción
La grulla monje es una grulla pequeña. Aunque es una de las grullas más pequeñas, todavía sigue siendo un ave de dimensiones considerables, con 1 m de longitud, un peso de 3,7 kg y una envergadura de 1,87 m. El plumaje de su cuerpo es de color gris oscuro. La parte superior de su cuello y cabeza son blancas, excepto por un parche de piel pelada de color rojo en la frente y lorum. Ambos sexos tienen un aspecto similar.

## Distribución
La grulla monje es un ave migratoria que cría sudeste de Siberia y algunas zonas de Mongolia y el norte de China. Mayor parte de su población pasa el invierno en Japón y Corea. El 80% pasa el invierno en Izumi, en el sur de Japón. También hay cuarteles invernales de la especie en Corea del Sur y el sureste de China.  
Se estima que la población total es de unos 11.600 individuos. La mayor amenaza para su supervivencia es la destrucción y degradación de los humedales donde pasa el invierno. La especie se clasifica como Vulnerable por la IUCN. Y se clasifica en los apéndices I y II de CITES.